# Touching the Void (película)
Touching the Void (en español, Tocando el vacío) es una película biográfica de 2002 sobre la expedición de 1985 de Joe Simpson y Simon Yates.

## Argumento
Joe Simpson y Simon Yates escalan la montaña Siula Grande de la Cordillera Huayhuash en los Andes. La gente dice que puede ser muy peligroso, pero son muy experimentados en la escalada, por lo que al principio tienen éxito. Repentinamente, Joe tiene un accidente, y Simon intenta ayudarle, pero debido a la dificultad que presentaba lo abandona a su suerte.

## Reparto
- Brendan Mackey como Joe Simpson.
- Nicholas Aaron como Simon Yates.
- Ollie Ryall como Richard Hawking.

Joe Simpson, Simon Yates y Richard Hawking también tienen un papel como ellos mismos, los cuales realizan las distancias largas. Los dobles fueron David Cuthbertson y Rory Gregory.

## Premios

### Premios BAFTA
| Premio Bafta | Premio Bafta                               | Premio Bafta | Premio Bafta |
| Año          | Categoría                                  | Resultado    |              |
| ------------ | ------------------------------------------ | ------------ | ------------ |
| 2003         | Premio Bafta a la mejor película británica | Ganadora     |              |

### Festival de Mar de Plata
| Festival Mar de Plata | Festival Mar de Plata                      | Festival Mar de Plata | Festival Mar de Plata |
| Año                   | Categoría                                  | Resultado             |                       |
| --------------------- | ------------------------------------------ | --------------------- | --------------------- |
| 2004                  | Selección oficial largometrajes a concurso | Ganadora              |                       |